# 1664
1664 (MDCLXIV) a fost un an bisect al calendarului gregorian, care a început într-o zi de duminică.

## Evenimente
- 1664-1666. Marea ciumă din Londra. Epidemie de ciumă care a făcut ravagii în Londra, ucigând peste 75.000 de oameni, din totalul estimat de 460.000 de oameni.

## Arte, științe, literatură și filozofie
- La Fontaine publică primul său volum de o reală importanță: Contes (Povestiri)

## Nașteri
- 30 aprilie: François Louis, Prinț de Conti, general francez (d. 1709)